# Chai Wan
Chai Wan (kinesiska: 柴灣, 柴湾) är en vik i Hongkong (Kina). Den ligger i den centrala delen av Hongkong.